# پیشرانه الکتریکی فضاپیما

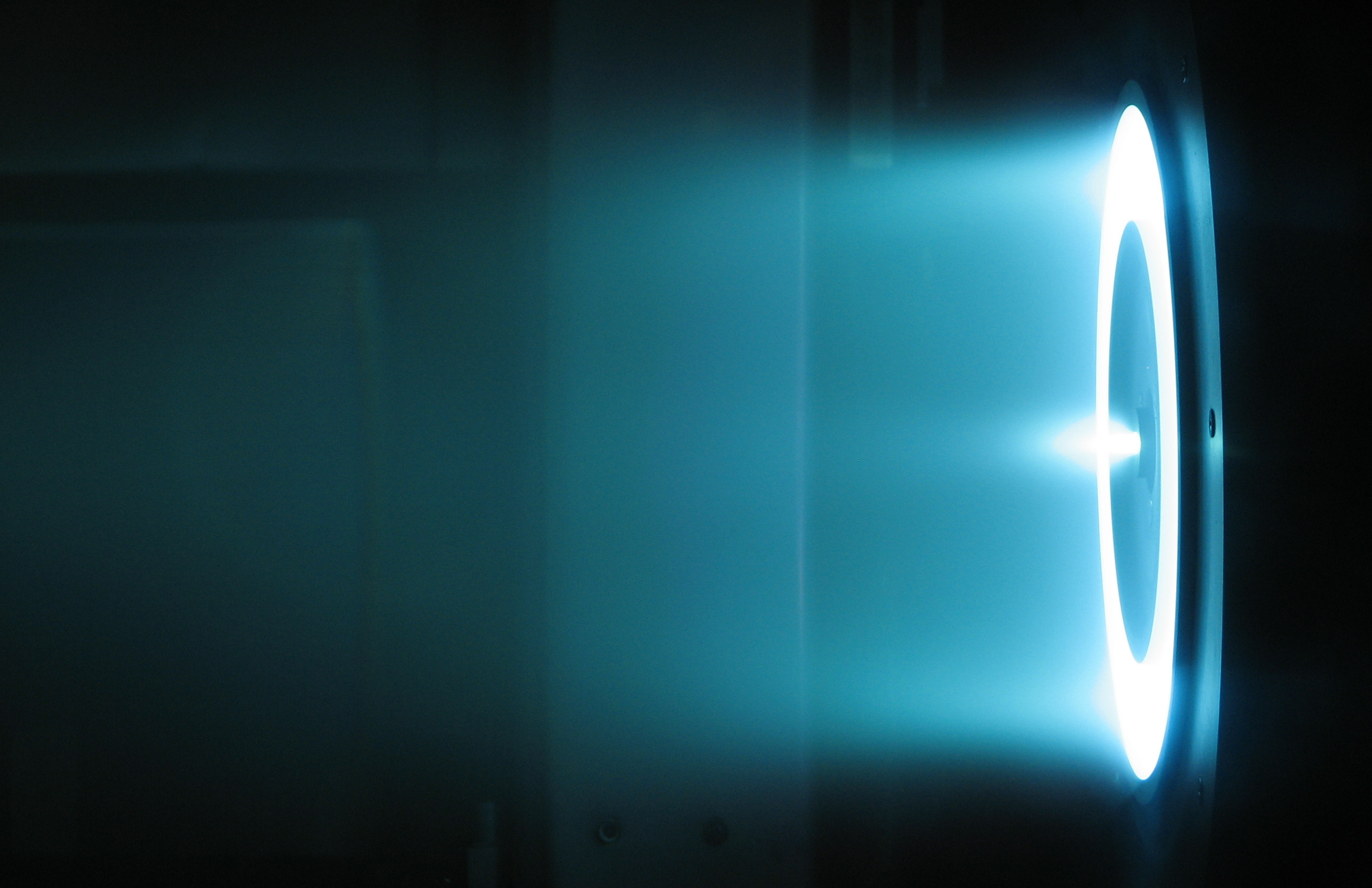
یک پیشرانه اثر هال ۶ کیلوواتی با استفاده از یک میدان الکتریکی در حال عملکرد در آزمایشگاه پیش‌رانش جت ناسا

پیشرانهٔ الکتریکی فضاپیما یا فضاپیما با پیشرانهٔ الکتریکی ((به انگلیسی: Electrically powered spacecraft propulsion))، در بیشتر چنین پیشرانش فضایی به‌کارگیری یک سیستم پیشرانه با استفاده از میدان‌های الکتریکی و همچنین مغناطیسی است. یک سیستم پیشرانه فضاپیمای الکتریکی می‌تواند سرعت یک فضاپیما را تغییر دهد. بیشتر این نوع سیستم‌های محرکه فضاپیما با اخراج الکتریکی پیشرانهٔ (جرم واکنشی) با سرعت زیاد کار می‌کنند.
پیشرانه‌های الکتریکی معمولاً از نیروی پیشرانهٔ بسیار کمتری نسبت به موشک‌های شیمیایی استفاده می‌کنند زیرا سرعت خروجی آن‌ها نسبت به موشک‌های شیمیایی بالاتر است: (در یک ضربه ویژه بالاتر کار می‌کنند). به دلیل قدرت الکتریکی محدود، رانش در مقایسه با موشک‌های شیمیایی بسیار ضعیف‌تر است، اما پیشرانه الکتریکی می‌تواند رانش کوچکی را برای مدت زمان طولانی ایجاد کند. پیشرانهٔ الکتریکی می‌تواند در مدت طولانی به سرعت بالایی دست یابد و بنابراین می‌تواند برای برخی از مأموریت‌های فضایی بهتر از موشک‌های شیمیایی عمل کند.
پیشرانه الکتریکی اکنون یک فناوری تکامل‌یافته و پرکاربرد در فضاپیمایی‌ها است. ماهواره‌های روسی برای دهه‌ها از پیشرانهٔ الکتریکی استفاده کرده‌اند و در سال ۲۰۱۶ پیش‌بینی میشد که تا سال ۲۰۲۰، نیمی از ماهواره‌های جدید از پیشرانهٔ الکتریکی کامل استفاده کنند. تا تاریخ ۲۰۱۹، بیش از ۵۰۰ فضاپیما در پهنهٔ منظومهٔ خورشیدی دررفت‌وآمد بوده‌اند.